# Yannoúlis Karamános
Yannoúlis Karamános (grec moderne : Γιαννούλης Καραμάνος) né à Prástos en Arcadie et mort en 1850 à Athènes était un homme politique grec qui participa à la guerre d'indépendance grecque.
Il devint un des notables de sa ville natale Prástos et pour cette raison, fut utilisé comme otage à Tripolizza dans les mois qui précédèrent le déclenchement de la guerre d'indépendance grecque. Il fit partie des rares otages à avoir survécu et fut libéré lors de la prise de la ville par les Grecs insurgés. Initié dans la Filikí Etería, il fut membre de la Gérousie du Péloponnèse et représenta celle-ci lors de l'Assemblée nationale d'Épidaure en 1822. Il fut élu lors à l'Assemblée nationale d'Astros. Il fut aussi membre de la Troisième Assemblée nationale grecque (dans ses trois phases : Épidaure, Kastri et Trézène).
Il mourut en 1850 à Athènes.

## Sources
- (el) Parlement grec, Μητρώο Πληρεξουσίων, Γερουσαστών και Βουλευτών. 1822-1935, Athènes, Parlement grec,‎ 1986, 159 p. (lire en ligne) [PDF]
- (el) Phótios Chrysanthópoulos, Βίοι Πελοποννησίων ανδρών και των εξώθεν εις την Πελοπόννησον ελθόντων κληρικών, στρατιωτικών και πολιτικών των αγωνισαμένων τον αγώνα της επαναστάσεως, Athènes, Stávros Andrópoulos,‎ 1888, 335 p. (lire en ligne)